# الحمادات (أولاد الكورة)
الحمادات هو دُوَّار يقع بجماعة سيدي بوموسى، إقليم تارودانت، جهة سوس ماسة في المملكة المغربية. ينتمي الدوّار لمشيخة أولاد الكورة التي تضم 14 دوار. يقدر عدد سكانه بـ 1838 نسمة حسب الإحصاء الرسمي للسكان والسكنى لسنة 2004. وهو دوار يقع مابين دوار عين صداق و دوار سيدي بوموسى 

## روابط خارجية
- البوابة الوطنية للجماعات الترابية
- المندوبية السامية للتخطيط